# 卡馬農蓋
11°25′59″S 20°10′01″E / 11.433°S 20.167°E
卡馬農蓋（葡萄牙語：Camanongue），是安哥拉的城鎮，位於該國東部，由莫希科省負責管轄，東鄰盧梅熱，面積2,783平方公里，2014年人口32,587，人口密度每平方公里12人。